# ای‌دی‌پی

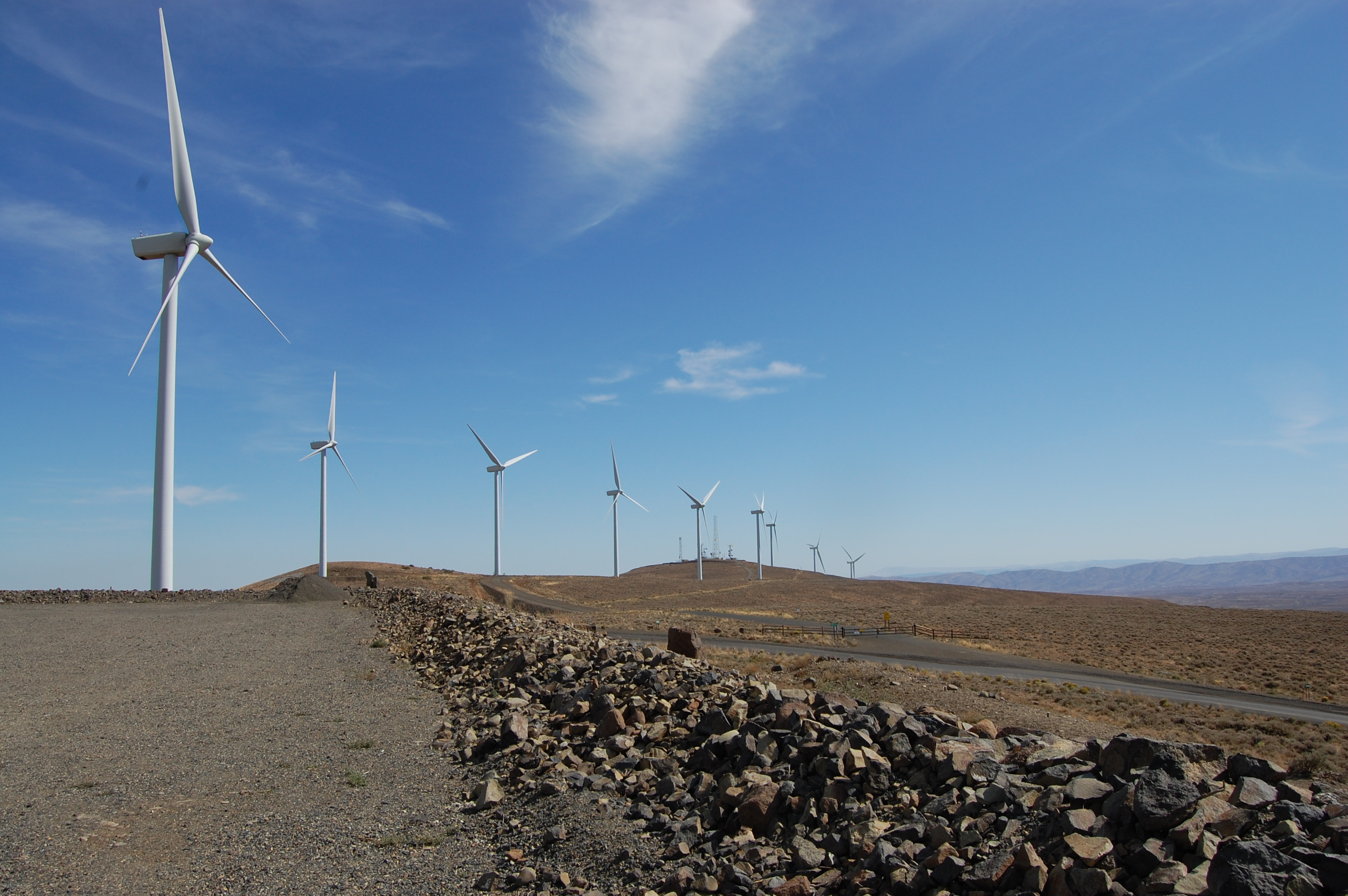
نیروگاه بادی وایلد هورس در النزبورگ ایالات متحده

ای‌دی‌پی (به اسپانیایی: EDP) شرکت انرژی‌های تجدیدپذیر اسپانیایی است، که در زمینه طراحی، توسعه، مدیریت و احداث نیروگاه‌های برق فعالیت می‌کند. تمرکز اصلی این شرکت بر تولید برق از طریق توان بادی است.
شرکت ای‌دی‌پی در سال ۲۰۰۷ به‌عنوان اپراتور نیروگاه‌های بادی شرکت انرژیاس دی پرتغال، که بزرگترین اپراتور برق پرتغال محسوب می‌شود، راه‌اندازی شد.
دفتر مرکزی این شرکت در شهر مادرید، اسپانیا قرار دارد و بخشی از سهام آن در بورس یورونکست لیسبون معامله می‌شود.